# FC Politehnica Timișoara
FC Timişoara er en fodboldklub hjemmehørende i den rumænske by Timişoara. Klubben er den med flest tiskuere til hjemmekampene i Rumænien. Der er plads til 32.019 tilskuere på Stadionul Dan Paltinisanu.
Der kører p.t. en sag om, hvorvidt klubben skal have overdraget titlerne fra byens tidligere klub, FC Politecnica.

## Titler
- Rumænske mesterskaber (1): 2009
- Rumænske pokalturnering (2): 2007 og 2009

Europæisk deltagelse
| Nr | Sæson   | Runde      | Modstander       | Hjemme | Hjemme | Hjemme | Ude | Ude | Ude | V | U | T | Mål | Mål | Mål | P |
| -- | ------- | ---------- | ---------------- | ------ | ------ | ------ | --- | --- | --- | - | - | - | --- | --- | --- | - |
| 1  | 2009-10 | 3. kvalif. | Shakhtar Donetsk | 0      | -      | 0      | 2   | -   | 2   | 0 | 2 | 0 | 2   | -   | 2   | 2 |
| 2  | –       | Play off   | VfB Stuttgart    | 0      | -      | 0      | 0   | -   | 2   | 0 | 1 | 1 | 0   | -   | 2   | 1 |
| -  | -       | -          | Sammenlagt       | 0      | -      | 0      | 2   | -   | 4   | 0 | 3 | 1 | 2   | -   | 4   | 3 |

## Eksterne referencer
1. ↑  http://www.tas-cas.org/d2wfiles/document/3426/5048/0/Award%201658%20internet.pdf (Webside+ikke+længere+tilgængelig)

| Fodbold | Spire Denne artikel om en fodboldklub er en spire som bør udbygges. Du er velkommen til at hjælpe Wikipedia ved at udvide den. |

45°44′25.65″N 21°14′39.10″Ø / 45.7404583°N 21.2441944°Ø